# Gołębiów
Vałębiów [pronunciación en polaco: /ɡɔˈwɛmbjuf/] es un pueblo ubicado en el distrito administrativo de Gmina Lipsko, dentro del Distrito de Lipsko, Voivodato de Mazovia, en el este de Polonia central. Se encuentra aproximadamente a 6 kilómetros al norte de Lipsko y a 121 kilómetros al sur de Varsovia.